# حویلی بهادرشاه
حویلی بهادرشاه (به انگلیسی: Haveli Bahadur Shah) یک شهر در پاکستان است که در پنجاب واقع شده‌است.